# مرد افتخار

ساختار یک خانواده تبهکار مافیایی

در مافیای آمریکایی و سیسیلی، یک «مرد ساخته شده» عضوی کاملاً پذیرفته شده مافیا است. برای تبدیل شدن به «مرد ساخته شده»، یک همکار ابتدا باید ایتالیایی یا از نژاد ایتالیایی باشد و توسط یک مرد ساخته شده دیگر حمایت شود. از فرد تازه‌وارد خواسته می‌شود تا سوگند «اومرتا»، کد سکوت و کد افتخار مافیا را بخورد. پس از مراسم معارفه، این فرد یک «مرد ساخته شده» می‌شود و در سلسله مراتب مافیا درجه «سرباز» (به ایتالیایی: soldato) را به خود اختصاص می‌دهد. مردان ساخته شده تنها کسانی هستند که می‌توانند از سرباز به «کاپو رژیم»، «کنسلیری»، «معاون رئیس» و «رئیس» در مافیا ارتقا پیدا کنند.
عنوان‌های دیگر برای اعضای رسمی شامل «مرد افتخار» (ایتالیایی: اومو دُونوره)، «مرد احترام» (ایتالیایی: اومو دی ریسپتو)، «یکی از ما» (ایتالیایی: اونو دی نویی)، «دوست ما» (ایتالیایی: آمیکو نُسترو)، «گودفِلا» و «وایزگای» می‌شود، اگرچه دو مورد آخر ممکن است به همکاران غیررسمی مافیا که با آن‌ها همکاری نزدیک دارند نیز اشاره کنند، نه فقط اعضای رسمی. اصطلاحاتی مانند «ساختن استخوان‌ها» یا «دکمه» یا تبدیل شدن به یک «باتن‌مَن» معمولاً مترادف با تبدیل شدن به یک عضو رسمی است.
اصطلاحات خیابانی دیگر برای عضویت در مافیا شامل «راست‌شدن»، «تعمید گرفتن» و «کسب نشان» است. همچنین، «باز کردن کتاب‌ها» و «بستن کتاب‌ها» عباراتی هستند که در مافیا به ترتیب نشان‌دهنده‌ی آمادگی یا عدم تمایل/عدم توانایی یک خانواده برای پذیرش اعضای جدید هستند. در سیسیل، اصطلاح صحیح برای عضو مافیای سیسیلی در زبان ایتالیایی «اومو دُونوره» و در گویش سیسیلی «اومو دُونوری» است. واژه‌های «مافیوزو» و جمع آن «مافیوزی» اصطلاحات رایجی هستند که در گفتار عامیانه، مطبوعات و محافل آکادمیک استفاده می‌شوند، اما معمولاً توسط اعضای مافیای ایتالیایی-آمریکایی و سیسیلی به کار نمی‌روند.

## شرایط
به‌طور سنتی در مافیای آمریکا، برای تبدیل شدن به یک عضو رسمی، فرد می‌بایست مردی با تبار کامل سیسیلی باشد. این شرط بعدها به مردان با تبار کامل ایتالیایی و سپس به افرادی که حداقل از طرف پدر تبار ایتالیایی داشتند، تسری یافت. به‌عنوان مثال، هنری هیل، همکار معروف خانواده لوچِزه که در فیلم رفقای خوب (1990) به تصویر کشیده شد، با وجود سابقه طولانی در مافیا و تبار سیسیلی مادرش، به‌دلیل ایرلندی بودن پدرش هرگز نتوانست عضو رسمی شود. طبق گفته سالواتوره ویتاله، در جلسه‌ای از کمیسیون در سال ۲۰۰۰ تصمیم گرفته شد که شرط ایتالیایی بودن هر دو والد بازگردانده شود.  
با این حال، استثناهایی نیز وجود دارد. مثلاً جان ای. گوتی (پسر جان گوتی) که مادربزرگ مادری‌اش روسی بود، یا فرانک سالمه از خانواده جنایتکار پاتریارکای نیوانگلند که مادرش ایرلندی‌تبار بود، توانستند عضو رسمی شوند. برخی همکاران نیمه‌ایتالیایی نیز با پنهان کردن تبار غیرایتالیایی خود موفق به عضویت شدند، مانند اندرو توماس دل‌جورنو از خانواده اسکارفو که اصالتاً لهستانی-ایتالیایی بود اما ریشه لهستانی مادرش را مخفی کرد تا وارد مافیای فیلادلفیا شود.  
محدودیت‌های دیگر برای عضویت  
- تبار شمال ایتالیا: به‌دلیل ریشه‌های جنوبی مافیا، مردان شمال ایتالیا معمولاً مورد پذیرش نبودند. با این حال، گرگوری اسکارپا از خانواده کلمبو با وجود اصالت اهل وِنِتو (شمال ایتالیا) به‌خاطر توانایی‌های مالی و خشونت‌طلبی‌اش عضو شد.  
- سابقه کار در اجرای قانون: افرادی که سابقه کار در پلیس یا حتی شرکت در دوره‌های آموزشی پلیس را داشته‌اند، معمولاً نمی‌توانند عضو رسمی شوند. مثلاً هنری بورلی از خدمه دِمیو به‌دلیل شرکت در آزمون ورودی پلیس نیویورک هرگز نتوانست عضو رسمی خانواده گامبینو شود. سالواتوره ویتاله تنها به‌دلیل پوشش دادن سابقه‌اش به‌عنوان زندانبان توسط جوزف ماسینو (رئیس آینده خانواده) عضو شد.  
- استثناهای نادر: ران پرِوایت، عضو سابق (و فاسد) پلیس فیلادلفیا، توانست به عضویت خانواده اسکارفو درآید. همچنین دو کارآگاه فاسد NYPD به نام‌های لوئی اِپولیتو و استیون کاراکاپا، بدون عضویت رسمی، وظایفی مشابه اعضای رسمی برای خانواده لوچِزه انجام دادند.  
معیارهای رد صلاحیت  
برخی افراد به‌دلیل عدم رعایت استانداردهای مافیا، واجد شرایط عضویت نبودند:  
- «مَد سَم» دِاستفانو، یک قرض‌گیرنده سادیستی و روان‌پریش که از شکنجه و قتل لذت می‌برد، هرگز عضو رسمی شیکاگو اوتفیت نشد، چون رفتار عجیبش توجه زیادی جلب می‌کرد.  
- جوزف «جو پیتس» کونیگلیارو، همکار خانواده دِکاوالکانته که پس از یک تیراندازی فلج شده و روی ویلچر بود، به‌دلیل ناتوانی جسمی نتوانست عضو رسمی شود، اما طبق گفته آنتونی کاپو، با او مانند یک عضو رسمی رفتار می‌شد.  
شرط قتل قراردادی برای عضویت  
اغلب از همکاران خواسته می‌شود یک قتل قراردادی انجام دهند تا واجد شرایط عضویت شوند. این کار نه‌تنها وفاداری فرد را اثبات می‌کند، بلکه نشان می‌دهد که او یک مأمور مخفی پلیس نیست. قتل‌های شخصی به‌عنوان شرط عضویت پذیرفته نیستند. انجام اولین قتل قراردادی را «ساختن استخوان‌ها» یا «کسب دکمه» می‌نامند و فرد پس از آن به یک «باتن‌مَن» تبدیل می‌شود.  
باز و بسته شدن کتاب‌های عضویت  
پس از اجلاس آپالاچین (۱۹۵۷)، تصور می‌شد کتاب‌های عضویت در مافیا بسته شده‌اند و تا ۱۹۷۶ به روی اعضای جدید باز نشدند. با این حال، مشخص نیست که این موضوع واقعی بود یا صرفاً به‌دلیل کمبود اطلاعات پلیس و رسانه‌ها چنین تصوری ایجاد شده بود، چرا که به نظر می‌رسد برخی در این دوره عضو شده‌اند.  

## مراسم پذیرش عضو رسمی در مافیا
برای تبدیل شدن به عضو رسمی، فرد ابتدا باید توسط یک عضو تأیید شده معرفی شود. بر اساس گزارش‌ها، امروزه متقاضی نیاز به دو حامی دارد که حداقل یکی از آنها باید 10 تا 15 سال او را بشناسد. حامیان باید از صلاحیت و قابلیت‌های فرد متقاضی اطمینان کامل داشته باشند. تصمیم نهایی در مورد پذیرش با رئیس خانواده مافیایی است.
هنگامی که خانواده مافیایی آماده پذیرش اعضای جدید باشد، به متقاضی اطلاع داده می‌شود تا خود را آماده کند. در روز مراسم، فرد به محل مشخصی برده می‌شود، گاهی به تنهایی و گاهی همراه سایر متقاضیان.
در طول مراسم که در خانواده‌های مختلف ممکن است تفاوت‌هایی داشته باشد، معمولاً این اقدامات انجام می‌شود:
- انگشت اشاره متقاضی سوراخ می‌شود
- خون او روی تصویر یک قدیس ریخته می‌شود
- تصویر آغشته به خون آتش زده می‌شود
متقاضی در حالی که تصویر در حال سوختن را در دست دارد، سوگند وفاداری یاد می‌کند: "همانطور که این قدیس می‌سوزد، روح من نیز خواهد سوخت. من زنده وارد می‌شوم و تنها مرده می‌توانم خارج شوم."
پس از اتمام مراسم، فرد به عنوان "سرباز" به عضویت رسمی سازمان درمی‌آید. این مراسم بسیار محرمانه است و افشای آن به منزله خیانت محسوب می‌شود.

## امتیازات اعضای رسمی
پس از مراسم پذیرش، فرد به عنوان "سرباز" (سولداتو) رسماً وارد خانواده مافیایی می‌شود و از مزایای زیر بهره‌مند می‌گردد:
حمایت کامل سازمانی:
- تحت حفاظت کامل سازمان قرار می‌گیرد.
- موظف است درصدی از درآمد خود را به سطوح بالاتر پرداخت نماید.
- تا زمان حفظ وفاداری و درآمدزایی، از پشتیبانی بی‌قید و شرط برخوردار است.
مصونیت ویژه:
- در جامعه جنایتکاران مورد احترام محسوب می‌شود.
- سایر خلافکاران موظف به ابراز احترام و ترس هستند.
- هرگونه تعرض یا قتل بدون مجوز رهبری، مستوجب مجازات اعدام است.
قوانین انضباطی:
- حتی با داشتن دلایل موجه، تعرض به عضو رسمی ممنوع است.
- در موارد استثنایی و با تأیید رهبری، مجازات عضو ممکن می‌شود.
مثال تاریخی:
پرونده تامی دسییمونه که به دلیل قتل غیرمجاز یک عضو رسمی خانواده گامبینو توسط همان خانواده اعدام شد، نمونه بارز اجرای این قوانین است. این اتفاق در کتاب "وایزگای" و فیلم "رفقای خوب" به تصویر کشیده شده است.
تذکر مهم:
این قوانین اگرچه در کلیات ثابت هستند، اما ممکن است در جزئیات بین خانواده‌های مختلف تفاوت‌هایی وجود داشته باشد. اصل اساسی حفظ حرمت و امنیت اعضای رسمی در تمام سازمان‌های مافیایی رعایت می‌شود.